# أسوس إي باد ترانسفورمرز
أسوس إي باد ترانسفورمرز (بالإنجليزية: ASUS Eee Pad Transformer)‏ هو جهاز لوحي يعمل على نظام تشغيل أندرويد، يمكن دمجه مع لوحة مفاتيح اختيارية يحوله إلى جهاز محمول.